# Альваро Фільйоль
Альваро Фільйоль (ісп. Álvaro Fillol; нар. 4 грудня 1952) — колишній чилійський тенісист.
Здобув 5 парних титулів.
Найвищим досягненням на турнірах Великого шолома були чвертьфінали в парному розряді.

## Фінали за кар'єру

### Парний розряд (5–2)
| Результат | W/L | Дата     | Турнір                  | Покриття | Партнер        | Суперники                        | Рахунок       |
| --------- | --- | -------- | ----------------------- | -------- | -------------- | -------------------------------- | ------------- |
| Перемога  | 1–0 | Кві 1978 | Лас-Вегас, США          | Тверде   | Хайме Фійоль   | Боб Г'юїтт Рауль Рамірес         | 6–3, 7–6      |
| Перемога  | 2–0 | Лис 1978 | Богота, Колумбія        | Ґрунт    | Хайме Фійоль   | Ганс Гільдемайстер Віктор Печчі  | 6–4, 6–3      |
| Поразка   | 2–1 | Гру 1978 | Сантьяго, Чилі          | Ґрунт    | Хайме Фійоль   | Ганс Гільдемайстер Віктор Печчі  | 4–6, 3–6      |
| Перемога  | 3–1 | Лис 1979 | Кіто, Еквадор           | Ґрунт    | Хайме Фійоль   | Іван Моліна Хайро Веласко, стар. | 6–7, 6–3, 6–1 |
| Перемога  | 4–1 | Бер 1980 | Сан-Хосе, Коста-Рика    | Тверде   | Хайме Фійоль   | Ананд Амрітрадж Нік Савіано      | 6–2, 7–6      |
| Перемога  | 5–1 | Лис 1980 | Богота, Колумбія        | Ґрунт    | Карлус Кірмайр | Андрес Гомес Рікардо Ікаса       | 6–4, 6–3      |
| Поразка   | 5–2 | Лис 1981 | Буенос-Айрес, Аргентина | Ґрунт    | Хайме Фійоль   | Маркос Хосевар Жоао Суарес       | 6–7, 7–6, 4–6 |